# Panathīnaïkos Athlītikos Omilos 2021-2022 (pallacanestro maschile)
Questa voce raccoglie le informazioni riguardanti il Panathīnaïkos B.C. nelle competizioni ufficiali della stagione 2021-2022.

## Stagione
La stagione 2021-2022 del Panathīnaïkos è la 71ª nel massimo campionato greco di pallacanestro, l'A1 Ethniki.

## Roster
Aggiornato al 27 luglio 2021.
| Panathīnaïkos OPAP 2021-22 | Panathīnaïkos OPAP 2021-22 |
| Giocatori                  | Staff tecnico              |
| -------------------------- | -------------------------- |

| N. | Naz.                   | Ruolo | Nome                   | Anno | Alt.   | Peso   |  |
| -- | ---------------------- | ----- | ---------------------- | ---- | ------ | ------ |  |
| 3  | Stati Uniti (bandiera) | P     | Kendrick Perry         | 1992 | 185 cm | 82 kg  |  |
| 3  | Stati Uniti (bandiera) | P     | Peyton Siva            | 1990 | 183 cm | 84 kg  |  |
| 5  | Stati Uniti (bandiera) | G     | Daryl Macon            | 1995 | 190 cm | 84 kg  |  |
| 6  | Grecia (bandiera)      | C     | Giōrgos Papagiannīs    | 1997 | 220 cm | 125 kg |  |
| 7  | Grecia (bandiera)      | PG    | Leuterīs Mpochōridīs   | 1994 | 196 cm | 91 kg  |  |
| 9  | Grecia (bandiera)      | C     | Vasilīs Kavvadas       | 1991 | 206 cm | 127 kg |  |
| 10 | Grecia (bandiera)      | A     | Iōannīs Papapetrou (C) | 1994 | 207 cm | 105 kg |  |
| 11 | Stati Uniti (bandiera) | P     | Yogi Ferrell           | 1993 | 183 cm | 82 kg  |  |
| 14 | Grecia (bandiera)      | A     | Leōnidas Kaselakīs     | 1990 | 202 cm | 109 kg |  |
| 15 | Stati Uniti (bandiera) | AG    | Okaro White            | 1992 | 204 cm | 93 kg  |  |
| 20 | Stati Uniti (bandiera) | AC    | Jehyve Floyd           | 1997 | 203 cm | 103 kg |  |
| 21 | Grecia (bandiera)      | P     | Neoklīs Avdalas        | 2006 | 196 cm |        |  |
| 24 | Serbia (bandiera)      | P     | Stefan Jović           | 1990 | 198 cm | 94 kg  |  |
| 26 | Serbia (bandiera)      | G     | Nemanja Nedović        | 1991 | 191 cm | 88 kg  |  |
| 33 | Grecia (bandiera)      | AG    | Nikos Chougkaz         | 2000 | 208 cm | 100 kg |  |
| 40 | Stati Uniti (bandiera) | AG    | Jeremy Evans           | 1987 | 206 cm | 91 kg  |  |
| 72 | Grecia (bandiera)      | A     | Leuterīs Mantzoukas    | 2003 | 207 cm | 100 kg |  |
| 74 | Cuba (bandiera)        | AP    | Howard Sant-Roos       | 1991 | 201 cm | 85 kg  |  |
| -  | Grecia (bandiera)      | A     | Iōannīs Avdalas        | 2004 | 198 cm |        |  |
| -  | Grecia (bandiera)      | AG    | Dīmītrios Deimezīs     | 2004 | 200 cm |        |  |
| -  | Grecia (bandiera)      | P     | Emmanouīl Dimou        | 2004 | 192 cm |        |  |
| -  | Grecia (bandiera)      | AC    | Symeōn Eustathiou      | 2004 | 206 cm |        |  |

| Allenatore |
| - Dīmītrīs Priftīs (fino al 12 aprile) - Giōrgos Vovoras (dal 14 aprile) |
| Assistente/i |
| - Kōstas Charalampidīs (fino al 12 aprile) - Isidōros Koutsos - Vasilīs Simtsak (fino al 12 aprile) - Thanasīs Giaples (dal 14 aprile) - Chrīstos Serelīs (dal 14 aprile) Legenda - (C) Capitano - (IN) Inattivo - Infortunato Roster |

## Mercato

### Sessione estiva
| Acquisti | Acquisti         | Acquisti          | Acquisti      | Acquisti |
| R.       | Nome             | da                | Modalità      |          |
| -------- | ---------------- | ----------------- | ------------- | -------- |
| G        | Daryl Macon      | AEK Atene         | svincolato    |          |
| AP       | Alpha Diallo     | Lavrio            | svincolato    |          |
| AG       | Nikos Chougkaz   | Iōnikos Nikaias   | svincolato    |          |
| AC       | Jehyve Floyd     | Hap. Gilboa G.E.  | svincolato    |          |
| P        | Kendrick Perry   | Cedevita Olimpija | svincolato    |          |
| AG       | Okaro White      | UNICS Kazan'      | svincolato    |          |
| P        | Kōstas Papadakīs | Larisa            | fine prestito |          |
| C        | Vasilīs Kavvadas | Īraklīs Salonicco | svincolato    |          |
| AG       | Jeremy Evans     | Free agent        | svincolato    |          |

| Cessioni | Cessioni              | Cessioni          | Cessioni              | Cessioni |
| R.       | Nome                  | a                 | Modalità              |          |
| -------- | --------------------- | ----------------- | --------------------- | -------- |
| AC       | Zach Auguste          | Cedevita Olimpija | fine contratto        |          |
| P        | Shelvin Mack          | Free agent        | fine contratto        |          |
| PG       | Nikos Diplaros        | Apollon Patrasso  | fine contratto        |          |
| AG       | Aaron White           | Stella Rossa      | fine contratto        |          |
| AC       | Kōnstantinos Mītoglou | Olimpia Milano    | fine contratto        |          |
| AG       | Ben Bentil            | Bahçeşehir Koleji | fine contratto        |          |
| AG       | Nikos Chougkaz        | Iōnikos Nikaias   | prestito              |          |
| P        | Kōstas Papadakīs      | Īraklīs Salonicco | fine contratto        |          |
| AP       | Mario Hezonja         | UNICS Kazan'      | fine contratto        |          |
| G        | Giōrgos Kalaitzakīs   | Milwaukee Bucks   | definitivo (300000 $) |          |
| PG       | T.J. Bray             |                   | ritirato              |          |
| C        | Ian Vougioukas        | Free agent        | fine contratto        |          |
| AP       | Alpha Diallo          | Monaco            | rescissione           |          |

### Dopo l'inizio della stagione
| Acquisti | Acquisti       | Acquisti        | Acquisti        | Acquisti      |
| R.       | Nome           | da              | Data            | Modalità      |
| -------- | -------------- | --------------- | --------------- | ------------- |
| P        | Yogi Ferrell   | L.A. Clippers   | 10 ottobre 2021 | svincolato    |
| P        | Stefan Jović   | Free agent      | 7 gennaio 2022  | svincolato    |
| AG       | Nikos Chougkaz | Iōnikos Nikaias | 8 febbraio 2022 | fine prestito |
| P        | Peyton Siva    | N.Z. Breakers   | 28 aprile 2022  | svincolato    |

| Cessioni | Cessioni       | Cessioni          | Cessioni         | Cessioni    |
| R.       | Nome           | a                 | Data             | Modalità    |
| -------- | -------------- | ----------------- | ---------------- | ----------- |
| P        | Yogi Ferrell   | Cedevita Olimpija | 1 dicembre 2021  | rescissione |
| AC       | Jehyve Floyd   | Fenerbahçe        | 21 dicembre 2021 | definitivo  |
| P        | Kendrick Perry | Budućnost         | 23 gennaio 2022  | rescissione |